# Türkiye Barış Meclisi
Der Türkiye Barış Meclisi TBM (Friedensrat der Türkei) ist ein Verein, der am internationalen Friedenstag, dem 1. September 2007, gegründet wurde.
Zuvor hatten sich zahlreiche Menschenrechtsaktivisten, Künstler und Politiker mehrmals zu einer Konferenz namens Türkiye Barışını Arıyor Konferansı (Türkei sucht ihren Frieden- Konferenz) getroffen und besprochen, wie Zivilorganisationen zum inneren Frieden der Türkei beitragen können.
Im Zentrum steht eine demokratische und friedliche Lösung der Kurdenfrage in der Türkei. Daneben werden auch Lösungswege zur Verminderung von Armut, Arbeitslosigkeit, Korruption und vom West-Ost-Gefälle gesucht.

## Politische Vorschläge
Die Kurdenfrage sollte nicht länger als ein Terrorismusproblem angesehen werden, sondern vielmehr als eine Angelegenheit, die die Bevölkerung direkt betrifft, so die Auffassung des Türkiye Barış Meclisi (TBM). Es wird vorgeschlagen, dass der bewaffnete Kampf als Mittel zur Lösung dieser Frage von beiden Seiten aufgegeben wird. Zudem soll der Nationalismus und die daraus resultierende gegensätzliche Verfeindung beendet werden. Ein wichtiger Schritt hierzu wäre die Abschaffung der Zehnprozenthürde, die bisher vor allem kurdische Gruppen von politischer Teilhabe ausschließt. Politische Gruppen und Organisationen sollten nicht länger gesetzlich kriminalisiert, sondern in ihren politischen Aktivitäten unterstützt werden. Dies gilt insbesondere für kurdische Politiker, die in der türkischen Öffentlichkeit ernst genommen werden sollten, da sie eine wichtige Rolle bei der Lösung des Konflikts spielen können.
Um Diskriminierung anderer ethnischer Gruppen zu vermeiden, wird die Schaffung einer neuen, gemeinsamen politischen Identität vorgeschlagen, die politische und soziale Gleichberechtigung verspricht. Hierfür soll ein neues Zivilrecht erarbeitet werden. Weiterhin soll ein Verein für die Hinterbliebenen der im Konflikt Verstorbenen gegründet werden, der beide Seiten gleichermaßen vertritt. Die Integration von Frauen in das politische und soziale Leben soll durch gesetzliche Maßnahmen gefördert und nicht erschwert werden.
Es wird auch eine Amnestieregelung vorgeschlagen, um den Weg zur Versöhnung zu ebnen. Politische Morde, die von unbekannten Gruppen oder Organisationen verübt wurden, sollen aufgeklärt und die Täter zur Rechenschaft gezogen werden. Das Dorfschützersystem, das insbesondere Kurden gegeneinander ausspielt, soll beendet werden. Schließlich soll untersucht werden, welche Faktoren die Migration von Ost nach West beeinflussen, um diese zu vermindern und eine stabilere, gerechtere Gesellschaft zu fördern.

## Ökonomische Vorschläge
Die wirtschaftliche Ungleichheit zwischen Ost- und Westprovinzen und die hohe Armut im Osten soll mithilfe unterschiedlicher Entwicklungsprojekte (Bewässerungsprojekte, Stromversorgung, Baumwollproduktion, Textilwirtschaft etc.) abgeschafft werden. Von der wirtschaftlichen Ungleichheit betroffen sind vor allem die Provinzen Erzurum, Van, Diyarbakir, Batman sowie andere in den Regionen Ostanatolien und Südostanatolien. Außerdem soll ie Bildung im Osten gestärkt und neue Arbeitsplätze geschaffen werden.

## Soziale und kulturelle Vorschläge
Die Existenz unterschiedlicher ethnischer Gruppen soll sowohl historisch als auch gesellschaftlich anerkannt werden. Der offizielle Gebrauch der kurdischen Sprache in der Öffentlichkeit soll rechtlich ermöglicht – und nicht erschwert – werden. Die Erforschung der kurdischen Sprache und Literatur soll nicht verhindert, sondern vielmehr gefördert werden.